# Pseudevirchoma antennata
Pseudevirchoma antennata är en stekelart som först beskrevs av Heinrich 1938.  Pseudevirchoma antennata ingår i släktet Pseudevirchoma och familjen brokparasitsteklar. Inga underarter finns listade i Catalogue of Life.